# Jacques Noël
Jacques Georges Noël (ur. 6 kwietnia 1920 w Paryżu, zm. 7 października 2004 w Caen) – francuski florecista, złoty medalista igrzysk olimpijskich i mistrzostw świata.
Na igrzyskach olimpijskich w Helsinkach Francuzi w składzie: Claude Netter, Jéhan de Buhan, Jacques Lataste, Jacques Noël, Christian d’Oriola i Adrien Rommel zwyciężyli w zawodach drużynowych. W turnieju indywidualnym nie startował. Był to jego jedyny występ olimpijski.
Podczas mistrzostw świata w Brukseli w 1953 roku Claude Bancilhon, Christian d’Oriola, Jacques Lataste, Claude Netter, Jacques Noël i Adrien Rommel zdobyli kolejny złoty medal w zawodach drużynowych.